# Mimosa nelsonii
Mimosa nelsonii är en ärtväxtart som beskrevs av Robinson. Mimosa nelsonii ingår i släktet mimosor, och familjen ärtväxter. Inga underarter finns listade i Catalogue of Life.